# Tick... Tick... Tick et la violence explosa
Pour plus de détails, voir Fiche technique et Distribution.
...Tick... Tick... Tick et la violence explosa (...Tick... Tick... Tick) est un film américain réalisé par Ralph Nelson et sorti en 1970.

## Synopsis
Dans le sud des États-Unis, John Little, un shérif sortant, prend son éviction avec philosophie. Connaissant les difficultés de la fonction qu'il quitte, il est disposé à aider son remplaçant, le noir Jimmy Price. Celui-ci voudrait agir de façon ferme et policée mais il se heurte vite à l'opposition des blancs, bien qu'il agisse sans partialité avec la communauté noire. À peine soutenu par le Maire de la ville et n'ayant pas été mis au courant des affaires du Comté de Colusa, Jimmy a de quoi être inquiet car tout se complique pour lui quand il doit appréhender le fils d'une personnalité, responsable d'un accident.

## Fiche technique
- Titre original : ...Tick... Tick... Tick
- Réalisation : Ralph Nelson
- Scénario : James Lee Barrett
- Directeur de la photographie : Loyal Griggs
- Montage : Alex Beaton
- Musique originale : Jerry Styner
- Genre : drame, action
- Pays d'origine :  États-Unis
- Durée : 97 minutes
- Date de sortie :
  - États-Unis : 9 janvier 1970

## Distribution
- Jim Brown (VF : Sady Rebbot) : Jimmy Price
- George Kennedy (VF : Michel Gatineau) : John Little
- Fredric March (VF : Henri Nassiet) : le maire Jeff Parks
- Lynn Carlin : Julia Little
- Don Stroud (VF : Jacques Balutin) : Bengy Springer
- Janet MacLachlan (VF : Estelle Gérard) : Mary Price
- Richard Elkins (VF : Georges Atlas) : Bradford Wilkes (prononcé Brad White en VF)
- Clifton James : D.J. Rankin
- Bob Random : John Braddock
- Mills Watson (VF : Jacques Richard) : Joe (Brad en VF) Warren
- Bernie Casey (VF : Henry Djanik) : George Harley
- Anthony James : H.C. Tolbert
- Dub Taylor (VF : Jean Clarieux) : Junior
- Ernest Anderson : Homer
- Karl Swenson (VF : Raoul Curet) : Frank Braddock Sr.
- Paulene Myers (VF : Lita Recio) : Mme Harley
- Leonard O. Smith (VF : Robert Liensol) : Fred Price
- Bill Walker (VF : Jean Violette) : Joe Sawyer
- George Cisar (VF : Paul Bonifas) : Joe, le barbier
- Dan Frazer (VF : Georges Aubert) : Ira Jackson

## Anecdote
La salle du procès présente dans le film était déjà apparue dans le film Du silence et des ombres (1962), avec Gregory Peck.